# Геккельфон

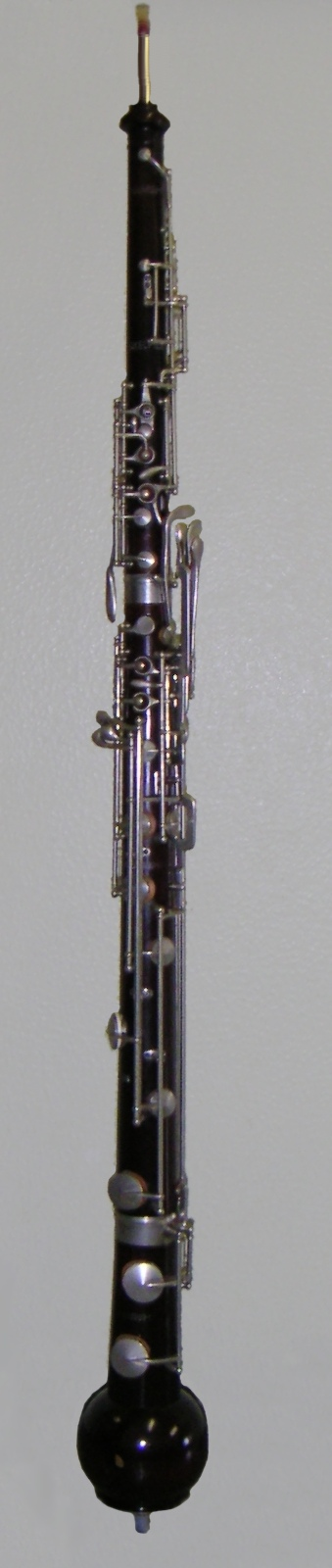
Геккельфон

Геккельфон — баритоновый гобой, деревянный духовой инструмент, созданный в 1904 году немецкой фирмой Wilhelm Heckel GmbH. Звучит октавой ниже гобоя. Звук певучий, выразительный, носового тембра. Изредка применяется в оркестре.
Отличается от классического гобоя широкой мензурой и шаровидной формой раструба, звучит на октаву ниже: диапазон – от «си» большой до «фа» второй октавы певучий и выразительный.
Малый геккельфон (геккельфон-пикколо) звучит на кварту или квинту выше гобоя и обладает более светлым тембром. Весьма редок.

## Произведения с участием геккельфона
- Рихард Штраус — «Саломея», «Электра», «Альпийская симфония»
- Пауль Хиндемит — «Трио для геккельфона, альта и фортепиано»
- Эдгар Варез - "Америки" для большого оркестра

## Дискография
- Robert Howe, Heckelphone; Alan Lurie, Michael Dulac, piano (2005). Centennial Recital for Heckelphone. Wilbraham Music.
- Paul Winter Consort (1990). Earth: Voices of a Planet. Living Music.
- Paul Winter Consort (1990). The Man Who Planted Trees. Living Music.
- Winter, Paul (1994). Prayer for the Wild Things. Living Music.
- Grossman and others (2002). Music by Paul Hindemith. Centaur Records.
- Arthur Grossman, Heckelphone; Lisa Bergman, piano. Arthur Grossman Plays Heckelphone. Wilhelm Heckel GmbH.